# Friedrich Pollock
Friedrich Pollock (eigentlich Frederick Pollock, geboren 22. Mai 1894 in Freiburg im Breisgau; gestorben 16. Dezember 1970 in Montagnola, Tessin) war ein Ökonom und Soziologe. Er war Mitbegründer des Instituts für Sozialforschung in Frankfurt am Main, als dessen Geschäftsführer und Finanzverwalter er jahrzehntelang tätig war. Seine Forschungen prägten wesentlich Max Horkheimer, der als Sozialphilosoph das Institut über ein Vierteljahrhundert lang leitete und mit dem ihn eine enge, in der Jugend geschlossene, lange Freundschaft verband. Mit seiner in der Emigration entwickelten Theorie des Staatskapitalismus trug Pollock zur politökonomischen Fundierung einer späteren Version der Kritischen Theorie bei.

## Leben und administrative Tätigkeit

### Jugend und Studium
Friedrich Pollock wurde am 22. Mai 1894 als Sohn eines jüdischen Fabrikanten in Freiburg im Breisgau geboren. 1910 zog die Familie nach Stuttgart. Von 1911 bis 1915 erhielt er eine kaufmännische Ausbildung. Zu Beginn dieser Zeit lernte er Max Horkheimer kennen, ebenfalls ein Fabrikantensohn aus jüdischer Familie. Ihre lebenslange Freundschaft besiegelten beide 1911 mit einem schriftlichen Freundschaftsvertrag, in dessen Präambel es hieß:

„Unsere Freundschaft erachten wir als höchstes Gut. In dem Begriff Freundschaft ist ihre Dauer bis zum Tode eingeschlossen. Unser Handeln soll Ausdruck der Beziehung Freundschaft sein und jeder unserer Grundsätze nimmt in erster Linie diese Rücksicht. [Verstanden als] Ausdruck eines kritisch-humanen Elans [diene er der] Schaffung der Solidarität aller Menschen.“

Dieser Vertrag, der im Laufe ihres Lebens immer wieder durch Beschlüsse und Memoranda erneuert und ergänzt wurde, fasste das Freundschaftsideal als „totalitär, nämlich die ganze Person umfassend und durchdringend“ in radikaler Verbundenheit, wie Philipp Lenhard in der ersten Pollock-Biografie (erschienen 2019) schreibt.
Zwischen 1913 und 1915 absolvierten sie in Brüssel, Manchester und London gemeinsam Volontariate, die sie auf ihre zukünftigen Aufgaben in der väterlichen Nachfolge als Firmenleiter vorbereiten sollten. Großzügig ausgestattet mit finanziellen Mitteln, verhielten sich die Freunde wie „wohlhabende Junggesellen“, die regelmäßig junge Damen zum Abendessen ausführten und erste amouröse Erfahrungen sammelten. Von 1916 bis 1918 leistete Pollock seinen Militärdienst ab, ohne an die Front zu müssen. Nachdem er in München gemeinsam mit Max Horkheimer als Externer das Abitur nachgeholt hatte, studierte er von 1919 bis 1922 Ökonomie, Soziologie und Philosophie in München, Freiburg und Frankfurt am Main; sein Studium schloss er 1923 in Frankfurt mit der Promotion bei Siegfried Budge über die Geldtheorie von Marx ab.

### Gründung des Instituts für Sozialforschung

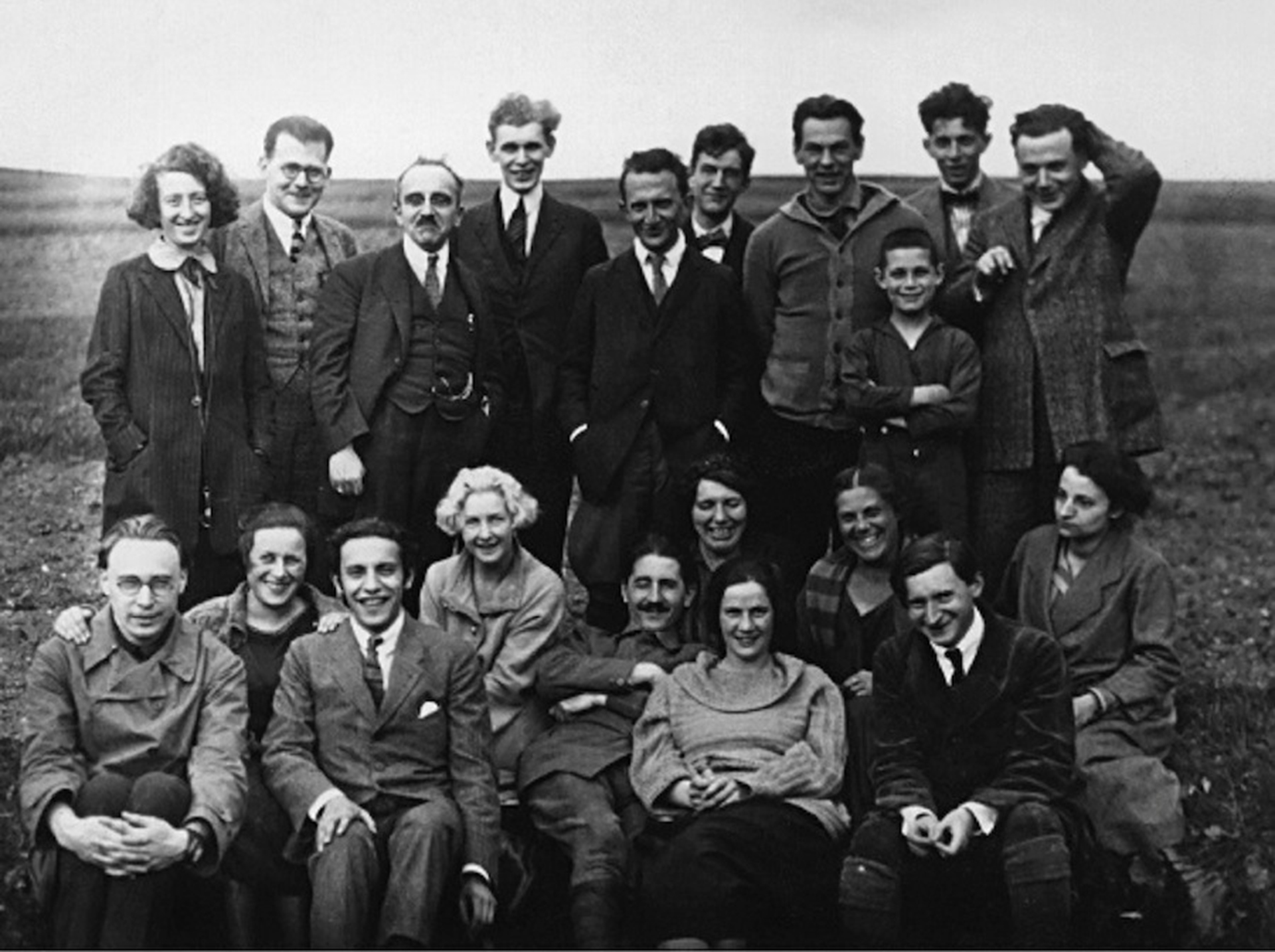
Gruppenfoto der Teilnehmer der Marxistischen Arbeitswoche mit Felix Weil (stehend, 2. von rechts), Friedrich Pollock (stehend, 2. von links) und Karl Korsch (vordere Reihe sitzend, 5. von links)

Während des Studiums hatte Pollock Felix Weil kennengelernt, den Sohn eines argentinischen Getreidehändlers und Multimillionärs. Das große Erbe, das ihm seine Mutter hinterlassen hatte, ermöglichte es ihm, zum späteren Mäzen des Instituts für Sozialforschung zu werden. Pollock und Weil verband eine lebenslange Freundschaft. Über Weil lernte er Karl Korsch kennen. Am Pfingstwochenende 1923 nahm Pollock an der von Korsch und Weil organisierten Marxistischen Arbeitswoche in Geraberg (Thüringen) teil – dabei war Korsch für deren inhaltliche Ausrichtung und Weil für die materielle Ausstattung zuständig.
Von Weil stammte die Idee zur Gründung eines von der Parteipolitik unabhängigen marxistischen Instituts. Pollock war 1923 an der Gründung des – am 22. Juni 1924 offiziell eröffneten – Instituts für Sozialforschung beteiligt, dessen Name auf seinem Vorschlag beruhte. Erster Direktor wurde der Austromarxist Carl Grünberg, der bis dahin als Professor für Wirtschaftsgeschichte Nationalökonomie an der Universität Wien gelehrt hatte und Begründer der Zeitschrift Archiv für die Geschichte des Sozialismus und der Arbeiterbewegung war. Pollock übernahm geschäftsführend die Verwaltung. Stiftungsträgerin des Instituts wurde die dafür eigens gegründete Gesellschaft für Sozialforschung mit Felix Weil als Stiftungsvorsitzendem. Das mütterliche Erbe Weils reichte für den Bau des Instituts und die Ausstattung der Bibliothek; zur Finanzierung des laufenden Institutsbetriebs blieb man auf die Unterstützung von Felix Weils Vater, Hermann Weil, angewiesen. Dieser ließ der Gesellschaft für Sozialforschung jährlich 120.000 Mark oder 30.000 Dollar zukommen.
Carl Grünberg, der mit dem Direktor des Moskauer Marx-Engels-Instituts, Dawid Borissowitsch Rjasanow, befreundet war, hatte mit diesem eine Gesamtausgabe der Marx-Engels-Manuskripte geplant. Zu diesem Zweck wurde die Marx-Engels-Archiv-Verlagsgesellschaft zur Förderung der Herausgabe der Marx-Engels-Gesamtausgabe (MEGA) ins Leben gerufen, deren Geschäftsführer Felix Weil zusammen mit Pollock wurde. 1928 erlitt Grünberg einen Schlaganfall. Vertretungsweise übernahm Pollock daraufhin die Leitung des Instituts für Sozialforschung. Zugleich nahm er eine Lehrtätigkeit als Privatdozent an der Universität Frankfurt auf. 1930 wurde Max Horkheimer zum neuen Direktor ernannt. Im gleichen Jahr fiel die Entscheidung, eine Zweigstelle in Genf (Societé Internationale de Recherche Sociale) in Kooperation mit der Internationalen Arbeitsorganisation (IAO) zu errichten. Pollock wurde mit deren Leitung beauftragt, woraufhin er sich ab 1931 hauptsächlich in der Schweiz aufhielt. Neben dieser Zweigstelle wurden auch Büros in Paris und London eingerichtet, in planender Voraussicht eines erwarteten faschistischen Umsturzes und zur Vorbereitung einer Emigration des Instituts.

### Emigration
Nach der Machtübernahme der Nationalsozialisten 1933 emigrierte Pollock gemeinsam mit Horkheimer über Genf und Paris nach New York. Dort wurde er geschäftsführender Direktor des International Institute for Social Research an der Columbia University. Im Februar 1933 wurde in Genf die Société Internationale des Recherches Sociales (SIRES) als Nachfolgerin der deutschen Gesellschaft für Sozialforschung gegründet. Auf Weils Vorschlag wurde Pollock ihr Stiftungsdirektor. Als Testamentsvollstrecker und Treuhänder der Hermann-Weil-Familienstiftung schloss Felix Weil mit der SIRES eine Schenkungsvereinbarung, um aus den dem Familienvermögen zufließenden Dividenden die jährlichen Zuwendungen an das Institut zu sichern. Nachdem es Mitte der 1930er Jahre zu einem Erbschaftsstreit unter den Nachkommen Hermann Weils gekommen war, wurde ab 1937 die Einkommensstiftung in eine Kapitalstiftung umgewandelt. Die jährlichen Zuwendungen wurden durch eine einmalige Zuwendung in Höhe von 2.660.000 Schweizer Franken abgelöst; Felix Weil vermachte SIRES zudem in vollem Umfang einen Kapitalfonds von 883.000 Dollar als Schenkung. Am 1. Januar verfügte SIRES über einen Kapitalstock von 4.560.000 Schweizer Franken, ein Jahr später waren es nur noch 3.560.000 Schweizer Franken; der Schwund von einer Million war auf den Börsencrash von 1937 und Fehlspekulationen Pollocks zurückzuführen.
Die nachfolgenden Sparmaßnahmen bekamen nicht nur die über zweihundert unterstützten Wissenschaftler zu spüren, deren Honorare, Stipendien und unbürokratische Zuwendungen gekürzt wurden; Pollock versuchte auch, die festangestellten Institutsmitglieder davon zu überzeugen, sich nach alternativen Einkommensquellen umzusehen. Wie sein Biograf schreibt, schmälerte dies nicht Pollocks Rolle als „Organisator konkreter Solidarität“, etwa in seinem Engagement als Vizepräsident der Ende 1936 ins Leben gerufenen Organisation „Selfhelp of German Emigres from Central Europe“ (mit Paul Tillich als Präsidenten), in deren Netzwerk das Institut praktische Hilfe leistete. Aufgrund der prekär gewordenen Finanzlage ging das Institut zunehmend dazu über, mit anderen Organisationen und Stiftungen zusammenzuarbeiten, um Drittmittel einzuwerben, so arbeitete der neu angekommene Theodor W. Adorno zunächst mit einer halben Stelle für das von Paul Lazarsfeld an der Princeton University geleitete „Radio Research Project“. Oft ist aus Emigrantenkreisen Pollock und Horkheimer vorgeworfen worden, dass sie selbst auf großem Fuß gelebt hätten, während sie anderen das Gehalt kürzten; wahr ist, dass keiner der beiden jemals ernsthafte Existenzängste verspüren musste.
Pollock heiratete 1935 seine Jugendfreundin Andrée („Dée“) Marx, die zu diesem Zeitpunkt mit 37 Jahren einmal verheiratet und geschieden war, er selbst war 41 Jahre alt. Bereits vier Jahre später erlag seine Frau einem Krebsleiden. Dées Tod und der Kriegsausbruch stürzten ihn in Trauer, Wut und Ohnmachtsgefühle, die er in eine spezifische Form der Produktivität verwandelte. Sie spornten Pollock zur Niederschrift seiner Staatskapitalismus-Theorie (siehe unten) an, die mit dem Übergang von der liberalen Markt- zur faschistischen Befehlswirtschaft die Ablösung des Primats der Ökonomie durch das Primat der Politik registrierte und damit einen theoretischen Paradigmenwechsel des Instituts anzeigte. Vorausgegangen war dem die Veröffentlichung von Horkheimers Aufsatz Die Juden und Europa (1939), der unter deutlichem Einfluss der Pollockschen Theorie verfasst worden war.
Nachdem Horkheimer und Adorno im Frühjahr 1941 nach Pacific Palisades in Kalifornien umgesiedelt waren und mehrere Mitarbeiter wegen der finanziellen Klemme das Institut verlassen hatten, blieb er in New York Statthalter des bis auf Löwenthal und einige andere geschrumpften Instituts. Im Briefkopf wurde er nun als „Acting Director“ geführt. Die Zeitschrift war eingestellt worden und damit das gemeinsame Projekt, das die verschiedenen Mitarbeiter über alle inhaltlichen Differenzen und räumlichen Trennungen hinweg zusammengeschweißt hatte. 1940 war er US-amerikanischer Staatsbürger geworden. Er sah sich nun als Deutsch-Amerikaner und beteiligte sich als Beiratsmitglied an der Exilzeitschrift Aufbau, die mit einer Auflage von 30.000 Exemplaren zum repräsentativen Sprachrohr der deutsch-jüdischen Emigranten geworden war. Er hatte vorzügliche Kontakte in die Politik, so war er Mitbegründer des Research Bureau for Post-War Economics und war zum Berater des Board of Economic Warfare und des War Production Board berufen worden; beide Boards waren mit präsidentiellem Erlass begründet worden. Als politischer Berater erhielt er über die politisch aktive Eleanor Roosevelt eine Einladung zum Dinner beim Präsidenten. 1946 heiratete er Carlota Weil, eine argentinische Cousine von Felix Weil, die ein beachtliches Vermögen besaß, das ihn wirtschaftlich wesentlich besser stellte als den Financier der Stiftung, die er leitete.

### Rückkehr
1950 kehrte er nach Frankfurt zurück, um im 1951 neugegründeten Institut für Sozialforschung mitzuarbeiten. Obwohl er keine neue administrative Funktion übernahm, war er „in den Anfangsjahren sehr präsent“. Nachdem er im Sommersemester 1951 als Privatdozent an der Wirtschafts- und Sozialwissenschaftlichen Fakultät 1951 die Lehre aufgenommen hatte, berief ihn die Universität im Sommersemester 1952 zum außerplanmäßigen Professor und 1959 zum ordentlichen Professor für Volkswirtschaftslehre und Soziologie. 1956 publizierte er sein Hauptwerk Automation. Materialien zur Beurteilung der ökonomischen und sozialen Folgen. 1957 zog er gemeinsam mit Max Horkheimer in den Tessiner Ort Montagnola, seine Professur in Frankfurt behielt er bis zu seiner Emeritierung im Jahr 1963. Die letzten Lebensjahre standen im Zeichen der Auseinandersetzungen mit den rebellierenden Studenten, denen er „geschichtsblinde Marx-Lektüre“ vorwarf. Er starb am 16. Dezember 1970 in Montagnola. Begraben liegt er auf dem Jüdischen Friedhof Bern, wie auch sein Freund Max Horkheimer.

## Wissenschaftliches Werk
In biographischen Darstellungen wird das wissenschaftliche Werk Pollocks im Vergleich mit seiner aufopfernden administrativen Tätigkeit für das Institut für Sozialforschung meist als nachrangig dargestellt, obwohl er als Ökonom wichtige Arbeiten verfasst hat, deren Veröffentlichung mit der Herausgabe der Marxistischen Schriften als ersten einer auf sechs Bände geplanten Edition 2018 begonnen wurde. Der Intention des Herausgebers Philipp Lenhard zufolge stellen die frühen Schriften Pollocks aus der Grünberg-Ära zur Auseinandersetzung mit der Marxschen Theorie und ihrer Rezeption die „Marxistischen Ursprünge der Kritischen Theorie in ihrem embryonalen Stadium“ dar.
Tobias ten Brink zufolge war Pollock „gewissermaßen der ökonomische Zuarbeiter Horkheimers“, seine Arbeiten erhielten einen prominenten Platz in der Zeitschrift für Sozialforschung. Diese konzentrieren sich auf die Komplexe krisenhafter Kapitalismus und die Möglichkeit sozialistischer Planwirtschaft. Seine These, dass der Kapitalismus im Gefolge der Weltwirtschaftskrise in eine neue, zentral gesteuerte, nachliberale Phase eingetreten sei und dabei seine Krisenhaftigkeit überwunden habe, da sich ökonomische Probleme nur noch als „Verwaltungsprobleme“ darstellten, wurde zur politökonomischen Grundlage für die von Horkheimer und Adorno vertretene Theorie der „verwalteten Welt“.

### Planwirtschaft in der Sowjetunion

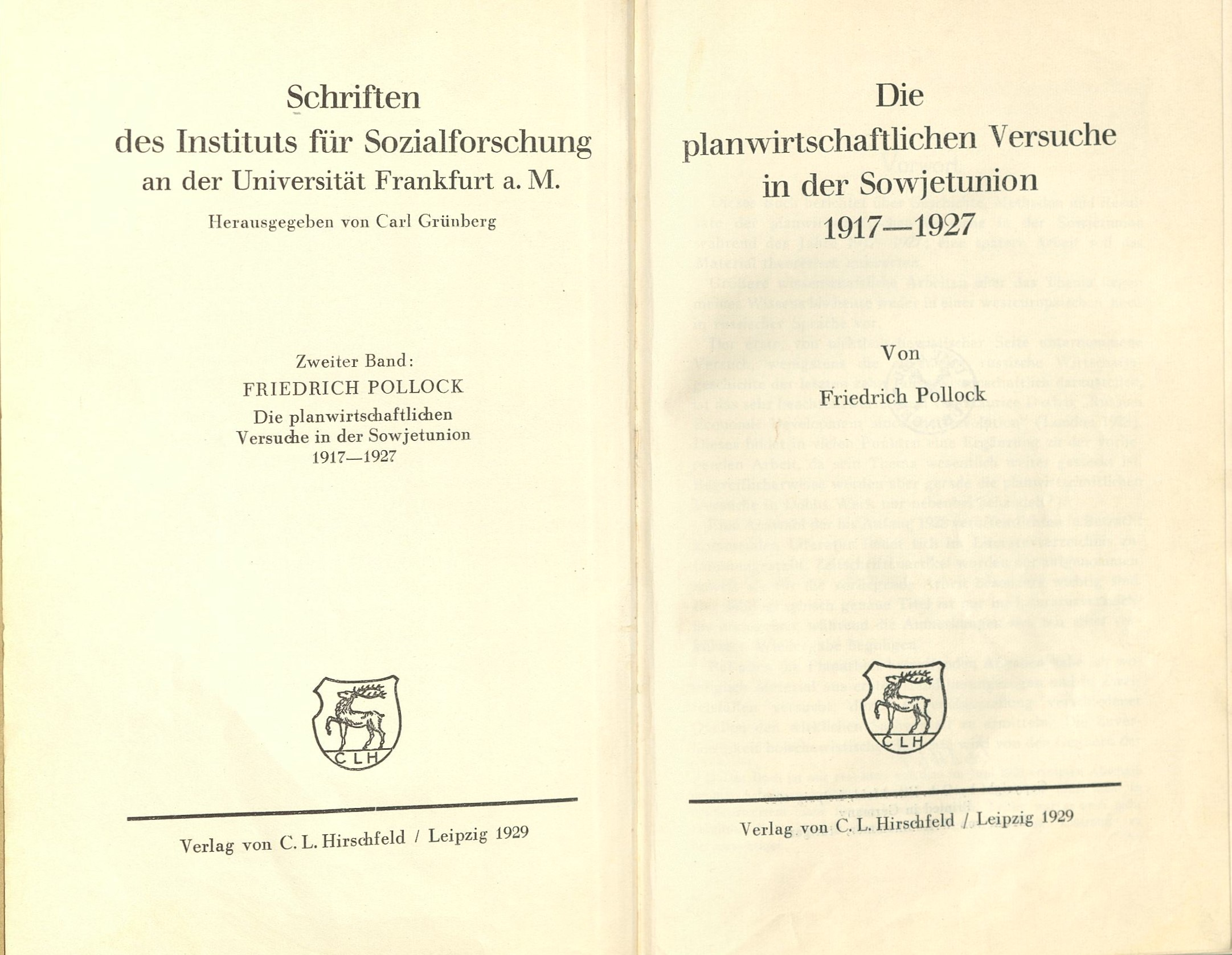
Friedrich Pollock (1929)

In den Jahren 1927/28 unternahm Pollock anlässlich der Feier des 10. Jahrestages der Oktoberrevolution eine Reise in die Sowjetunion. Er nutzte die Reise zur Erforschung der sowjetischen Wirtschaftsordnung. Er sprach mit Politikern und Ökonomen, Ingenieuren und Kooperativvorständen. Die Gespräche, Beobachtungen und Untersuchungen im Verlauf dieser Reise waren Material für seine Habilitationsschrift: Die planwirtschaftlichen Versuche in der Sowjetunion 1917–1927 von 1928, die als zweiter Band der Schriften des Instituts für Sozialforschung erschien. Die „quellengesättigte Habilitationsschrift“ war die „erste ausführliche Analyse der jungen sowjetischen Planwirtschaft“.
Die sowjetische Wirtschaftspolitik beschrieb Pollock als experimentell; die idealistischen Zielvorstellungen, die den Schriften von Marx, Engels und Lenin entnommen waren, ließen sich nicht unmittelbar umsetzen. Pollock unterschied zwei Phasen des Kommunismus: den Kriegskommunismus (1917–1921) und die Phase der „Neuen Ökonomischen Politik“ (NEP) ab 1921. Der falsche Radikalismus in der ersten Phase, in der der Markt verdrängt wurde, ohne ihn durch eine funktionierende Verwaltung zu ersetzen, habe zur Verschlechterung der Versorgungslage geführt. Pollocks Schlussfolgerung lautete: Darin eine der Verkehrswirtschaft überlegene Wirtschaftsform zu sehen, fällt schwer. Mit der zweiten Phase habe die eigentliche Phase der Planwirtschaft begonnen, was für Lenhard paradox klingt, weil Privatwirtschaft und Handel wieder legalisiert wurden. Entscheidend dünkte Pollock, dass sie einem allgemeinen Wirtschaftsplan eingepasst und untergeordnet wurden.
Laut Helmut Dubiel gab es in den frühen 1930er Jahren im Institut den Forschungsschwerpunkt „Planwirtschaft“, in dem Pollock mit den Mitarbeitern Kurt Mandelbaum und Gerhard Meyer arbeitete. Das am weitesten ausgearbeitete Projekt war der von diesen Mitarbeitern in der  Zeitschrift für Sozialforschung 1934 veröffentlichte Aufsatz zur Theorie der Planwirtschaft.
Pollocks Beurteilung der Planwirtschaft bleibt zu diesem Zeitpunkt durchaus ambivalent. Er vertritt die Ansicht, dass man ihre Möglichkeit oder Unmöglichkeit nicht theoretisch deduzieren könne, wie das Ludwig von Mises tat, sondern empirisch erforschen müsse. Doch hält er seinen Untersuchungsgegenstand wegen der besonderen Bedingungen in der Sowjetunion nur für begrenzt geeignet, um allgemeine Gesetzmäßigkeiten einer Planwirtschaft festzustellen. Der Ökonom Peter Kalmbach vermutete, dass Pollock aufgrund seiner kapitalismuskritischen Haltung diese noch nicht in Frage stellte.

### Theorie des Staatskapitalismus
Pollock ist insbesondere durch seine seit Anfang der 1930er Jahre entwickelten Studien zum Staatskapitalismus hervorgetreten (zusammengefasst in: Stadien des Kapitalismus, 1975). Zunächst widmete er sich der Weltwirtschaftskrise und ihren Folgen. Dabei erkennt er, dass die Märkte ihre Funktion als indirekte Steuerungsmechanismen verlieren und durch staatliche Interventionen ersetzt werden. Zwei für die Kritische Theorie maßgebende Aufsätze aus dem Jahr 1941 knüpfen dort an: State Capitalism. Its Possibilities and Limitations und Is National Socialism a New Order?, sie gelten als die Gründungsdokumente seiner Theorie des Staatskapitalismus.
Auf das Konzept des Staatskapitalismus war er schon bei seinen Studien über die Planwirtschaft in der Sowjetunion gestoßen. Umso geeigneter erschien es ihm, den seit dem Ende des Ersten Weltkriegs in Europa und in gewissem Umfang sogar in den USA zu beobachtenden Übergangsprozess zu erfassen, der zu einer fortschreitenden Abkehr von der Marktwirtschaft führte. Die Dynamik des Systems werde durch technische Rationalität bestimmt, staatliche Bürokratie und unternehmerische Manager bildeten eine geschlossene herrschende Gruppe. Durch planwirtschaftliche Eingriffe und staatliches Steuerungshandeln sah er das ökonomische Prinzip des Laissez-faire abgelöst und den Weg hin zu einem regulierbaren, prinzipiell krisenfreien Wirtschaftssystem gegeben. Damit setzte er der Krisentheorie des Kapitalismus den Entwurf einer krisenfesten, geplanten Wirtschaftsordnung entgegen. Da das sowjetische Experiment als ein Beleg für diese generelle Tendenz angesehen wurde, erschien die Ökonomie sowohl in kapitalistischer als auch in sozialistischer Variation in technologisches Verwaltungshandeln aufgelöst. Pollock unterschied zwischen einer autoritären (Faschismus sowie Staatssozialismus) und einer liberalen Variante (New Deal) des Staatskapitalismus: Beiden gemeinsam war die Ersetzung des Primats der Ökonomie durch das Primat der Politik.
Ohne Pollocks ökonomisch fundierte Erdung der Kritischen Theorie wäre deren geschichtsphilosophisch grundierte Gesellschaftstheorie verkürzt. Seine ökonomischen Analysen leisteten einen maßgeblichen Beitrag zum Theoriebildungsprozess der philosophischen Hauptvertreter der „Frankfurter Schule“ und fanden ihren inhaltlichen Niederschlag bereits in der Vorrede der „Dialektik der Aufklärung“ durch Horkheimer und Adorno. Die beiden Autoren widmeten ihm dieses oft als Hauptwerk der „Kritischen Theorie“ betrachtete Buch zum 50. Geburtstag. Auch in seinem Aufsatz Autoritärer Staat von 1942 übernahm Horkheimer die Staatskapitalismus-Theorie. Er orientierte sich bis in Details der Formulierung an das theoretische Modell, das Pollock in den zwei Aufsätzen von 1941 entworfen hatte. Adorno kehrte hingegen die Genese um, indem er in einem Brief an Horkheimer Pollock unterstellte, er habe Motive aus Horkheimers Aufsatz übernommen und sie dabei „simplifiziert und entdialektisiert“. Die durch Pollocks Beitrag geleistete theoretische Fundierung bewertet Joachim Hirsch dahingehend, dass die Ökonomie nicht mehr als gesellschaftliches Produktionsverhältnis, sondern als technischer Prozess gesehen wurde, wodurch die Institutsarbeit den charakteristischen Übergang von der Kritik der politischen Ökonomie zur Kritik der Technologie vollzog, die dann zur Grundlage ihrer negativen Geschichtsphilosophie wurde.

### Gruppenexperiment
Nach der Wiedereröffnung des Instituts 1951 übernahm Pollock keine administrative Funktion, wurde aber verantwortlicher Leiter der ersten großen Untersuchung zum Gruppenexperiment, mit dem die politischen Meinungen der Deutschen erforscht wurde. Methodisch war die Untersuchung insofern ein „Meilenstein der Sozialwissenschaft in Deutschland“, als mit ihr das in den USA entwickelte empirische Verfahren der Gruppendiskussion erstmals in Deutschland angewandt wurde. Die Ergebnisse der Untersuchung wurden als Band 2 der Frankfurter Beiträge zur Soziologie 1955 veröffentlicht. In zeitgenössischen Rezensionen wurde dem Institut bescheinigt, dass es mit der Studie „interessante neue Wege der empirischen Sozialforschung beschritten“ habe. Aber auch methodische Kritik wurde der Studie zuteil. Der Sozialpsychologe Peter R. Hofstätter monierte in einer „kritischen Würdigung“ in der Kölner Zeitschrift für Soziologie und Sozialpsychologie, die Forscher hätten die Ergebnisse ihrer Studie selbst provoziert, um nachzuweisen, dass die Deutschen immer noch Nazis seien. Adorno, der zu dem Band eine umfangreiche Monografie über das Verhältnis zwischen „Schuld und Abwehr“ beigetragen hatte, replizierte im gleichen Fachorgan. Rolf Wiggershaus zufolge kristallisierte sich in der „Hofstätter-Adorno-Kontroverse […] zum ersten Mal in der Bundesrepublik öffentlich das heraus, was später als Positivismusstreit in die Soziologiegeschichte einging“.

### Automationsstudie
1956, im Alter von 62 Jahren, legte Pollock sein wissenschaftliches Hauptwerk über die Automation vor. Vorausgegangen war dem eine achtzigseitige Abhandlung, die Pollock unter dem Titel Automation in USA. Betrachtungen zur „zweiten industriellen Revolution“ in der Max Horkheimer zum 60. Geburtstag gewidmeten Aufsatzsammlung (Sociologica, Band 1 der Frankfurter Beiträge zur Soziologie) 1955 veröffentlicht hatte. Das Buch wurde sein größter Erfolg; 1964 und 1966 erschien es in zwei weiteren, völlig überarbeiteten Neuauflagen und wurde in sechs Sprachen übersetzt. Zur Zeit der Veröffentlichung galt Pollock als erster deutschsprachiger Wissenschaftler, der sich systematisch mit der Automation beschäftigte.
Pollock wandte sein früheres Verfahren an, sammelte und sichtete zunächst empirisches Material, ging dann zu Themen der Ökonomie und Soziologie über. Er begriff mit Edgar Salin Automation als einen „technisch-ökonomisch-soziologischen Tatbestand“, kennzeichnend für eine „zweite industrielle Revolution“ (eine Bezeichnung, die er einem Leitartikel der New York Times entnahm). In den einzelnen Kapiteln erörterte er die Probleme, die die Automation aufwarf: technologische Arbeitslosigkeit, Auswirkungen auf die Qualifikation („upgrading“ oder „downgrading“), Einfluss auf die Stabilität der Wirtschaft und auf die Betriebsgröße. Nach Philipp Lenhard beschrieb Pollock eine „regelrechte Dystopie der automatischen Gesellschaft“ mit hoher Massenarbeitslosigkeit und einer hierarchisch gegliederten Sozialstruktur:

„Die Automation bedroht den Arbeiter und Angestellten nicht nur mit dem Verlust seines Arbeitsplatzes, sondern wird viele berufliche Fertigkeiten überflüssig machen und den sozialen Status vieler in der Wirtschaft und Verwaltung Tätigen drastisch verschlechtern, die nicht zu der privilegierten Minderheit des Aufsichts-, Einrichtungs- und Reparaturpersonals sowie der Ingenieure und verantwortlich entscheidenden Angestellten gehören.“

Eine zentrale Schlussfolgerung des Buches lautete, dass nur durch eine geplante Wirtschaft die durch Automation entstehenden Probleme rational bewältigt werden könnten. Der Soziologe Helmut Dubiel hielt die Studie zu ihrer Zeit „sowohl im theoretischen Anspruch wie im empirischen Gehalt“ als solideste sozialwissenschaftliche Studie über die „Auswirkungen von Automatisierungsprozessen in modernen Betrieben“. Das Buch wurde in die wichtigsten europäischen Sprachen und ins Japanische übersetzt.

### Rezeption
Der Hochschullehrer für Jüdische Geschichte und Kultur an der Universität München, Philipp Lenhard, hat 2019 die erste Biografie über Pollock veröffentlicht. In ihr wird neben der zumeist herausgestellten administrativen Tätigkeit für das Institut für Sozialforschung auch sein wissenschaftliches Werk gewürdigt. Lenhard ist zugleich Herausgeber der Gesammelten Schriften (2018 ff.) Friedrich Pollocks.
Tobias ten Brink zufolge war Pollock einer der ersten Ökonomen, die die weitreichenden Veränderungen in Folge der Weltwirtschaftskrise von 1929 aus einer kritischen Perspektive analysierten. Zwar haben Horkheimer und Adorno nach 1945 den Terminus Staatskapitalismus aufgegeben, gleichwohl schloss der von ihnen bevorzugte Begriff des Spätkapitalismus weiterhin an Pollocks theoretisches Modell an. Auch das von Jürgen Habermas und Claus Offe in ihren Analysen unterlegte Modell einer politisch steuerbaren spätkapitalistischen Ökonomie blieb ihm in gewisser Weise verpflichtet.
Die Politikwissenschaftler Tobias ten Brink und Andreas Nölke haben das Pollocksche Modell des Staatskapitalismus in eine Ahnenreihe gestellt, deren Anfang sie mit der ersten Welle auf das späte 19. Jahrhundert datieren, als der Staat mit Modernisierungs- und Schutzmaßnahmen der Wirtschaft zu einer erfolgreichen Integration in das kapitalistische Weltsystem zu verhelfen suchte. Pollocks Theorie des Staatskapitalismus rechnen sie der zweiten Welle zu, als nach der Weltwirtschaftskrise 1929 im Rahmen des New Deals in den USA und des Faschismus in Europa sich der Spielraum des Staates zum Staatsinterventionismus erweiterte, und zwar in Richtung einer direkten Ersetzung unternehmerischen Handelns und der Investitionslenkung durch staatliche Entwicklungspläne und Industriepolitik. In diesem Zusammenhang kam in den Sozialwissenschaften der Begriff von einem staatlich gelenkten Kapitalismus bzw. einem Staatskapitalismus auf. Von einer dritten Welle, einem staatlich durchdrungenen Kapitalismus (Staatskapitalismus 3.0) sprechen die Politikwissenschaftler im Hinblick auf die großen Schwellenländer, vornehmlich China. In staatlich durchdrungenen Kapitalismen gleiche die wirtschaftliche Organisation eher einer gemischten Wirtschaft; sie seien jedoch nicht gleichzusetzen mit krisenfreien Kapitalismen.
Im Rückblick konstatierte Peter Kalmbach (1997) unter Wirtschaftswissenschaftlern eine geringe Resonanz, was er darauf zurückführte, dass Pollock ein Grenzgänger zwischen Ökonomie und Soziologie gewesen sei, hatte er doch in seinem Staatskapitalismus-Aufsatz behauptet, dass die „Nationalökonomie als Sozialwissenschaft ihren Gegenstand verloren hat“, da Wirtschaftsprozesse nicht mehr durch „natürliche Marktgesetze, sondern durch bewusste Planung“ koordiniert würden, Helmut Dubiel spricht von einer „kaum vorhandenen theoriegeschichtlichen Tradition“ der von Pollock begründeten neueren politischen Ökonomie. Der als Stiftungsprofessor an einer chinesischen Universität lehrende Boy Lüthje hält Pollocks Analyse des kapitalistischen Produktionsprozesses in einem kritischen Vergleich mit dem zeitgenössischen, globalisierten Kapitalismus „empirisch kaum mehr haltbar“. Allein theoretische Problemstellungen ließen sich aus den Grundintentionen kritischer Gesellschaftstheorie noch benennen.

## Schriften
- Zur Geldtheorie von Karl Marx. Inauguraldissertation. Wirtschafts- und Sozialwissenschaftliche Fakultät der Universität Frankfurt am Main [Masch.] 1923. Nachdruck: Gesammelte Schriften. Band 1: Marxistische Schriften. ça ira-Verlag, Freiburg/Wien 2018, S. 23–127.
- Werner Sombarts „Widerlegung“ des Marxismus. Hirschfeld, Leipzig 1926 (= Carl Grünberg, Hrsg., Archiv für die Geschichte des Sozialismus und der Arbeiterbewegung, Beihefte, 3). Nachdruck: Gesammelte Schriften. Band 1: Marxistische Schriften. ça ira-Verlag, Freiburg/Wien 2018, S. 153–250.
- Die planwirtschaftlichen Versuche in der Sowjetunion 1917–1927. Habilitation 1928, [L. C. Hirschfeld, Leipzig 1929][72] (=Schriften des Instituts für Sozialforschung an der Universität Frankfurt am Main, Band 2). Nachdruck: Verlag Neue Kritik, Frankfurt am Main 1971.
- Die gegenwärtige Lage des Kapitalismus und die Aussichten einer planwirtschaftlichen Neuordnung. In: Zeitschrift für Sozialforschung 1. Jg. (1932), Heft 1, S. 8–28.
- Sozialismus und Landwirtschaft. In: Festschrift für Carl Grünberg. Zum 70. Geburtstag. Hirschfeld, Leipzig 1932, S. 397–431.
- Bemerkungen zur Wirtschaftskrise. In: Zeitschrift für Sozialforschung 2. Jg. (1933), Heft 3, S. 321–354.
- Staatskapitalismus. In: Helmut Dubiel / Alfons Söllner (Hrsg.): Wirtschaft, Recht und Staat im Nationalsozialismus. Analysen des Instituts für Sozialforschung 1939–1942. Beck, München 1981, S. 81–109. Ursprünglich: State Capitalism. Its Possibilities and Limitations. In: Studies in Philosophy and Social Science. Vol IX (1941), S. 200–225.
- Ist der Nationalsozialismus eine neue Ordnung? In: Helmut Dubiel / Alfons Söller (Hrsg.): Wirtschaft, Recht und Staat im Nationalsozialismus. Analysen des Instituts für Sozialforschung 1939–1942. Beck, München 1981, S. 111–128. Ursprünglich: Is National Socialism a New Order? In: Studies in Philosophy and Social Science. Vol IX (1941), S. 440–455.
- (Bearbeiter) Gruppenexperiment. Ein Studienbericht. (Frankfurter Beiträge zur Soziologie, Bd. 2). Europäische Verlagsanstalt, Frankfurt am Main 1955.
- Automation. Materialien zur Beurteilung der ökonomischen und sozialen Folgen. (Frankfurter Beiträge zur Soziologie, Bd. 5). Europäische Verlagsanstalt, Frankfurt am Main 1956. Vollständig überarbeitete und auf dem letzten Stand gebrachte Neuausgabe. Frankfurt am Main 1964.
- Stadien des Kapitalismus. Hrsg. u. eingeleitet von Helmut Dubiel. Beck, München 1975.

## Gesammelte Schriften
- Gesammelte Schriften. Band 1: Marxistische Schriften. Herausgegeben von Philipp Lenhard. ça ira-Verlag, Freiburg/Wien 2018, ISBN 978-3-86259-132-9.[73]
- Gesammelte Schriften. Band 2: Schriften zu Planwirtschaft und Krise. Herausgegeben von Johannes Gleixner und Philipp Lenhard. ça ira-Verlag, Freiburg/Wien 2021, ISBN 978-3-86259-133-6.